# D55

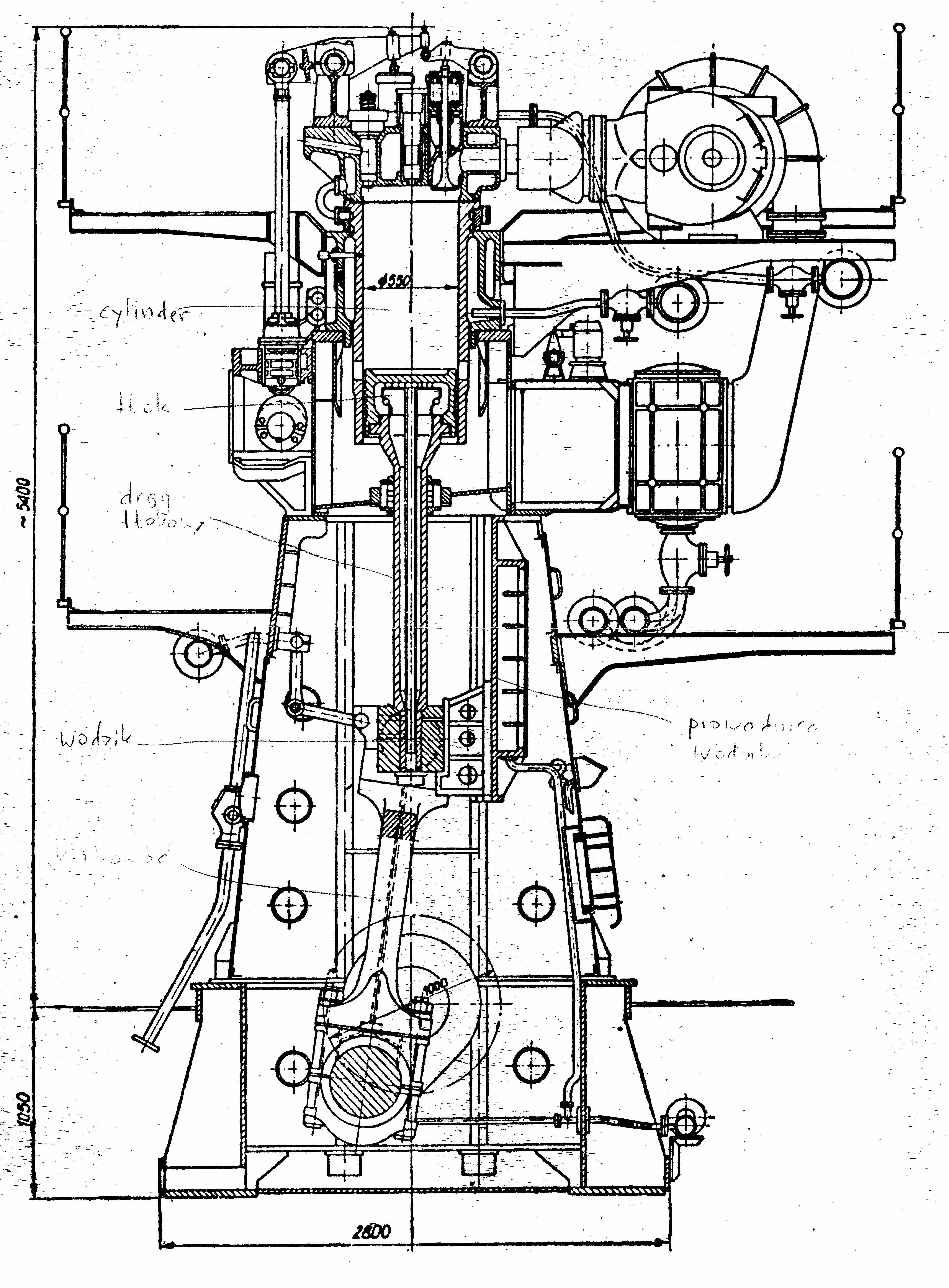
Rysunek techniczny silnika D55

D55 – polski silnik okrętowy, (cztery wykonane modele) z rodziny silników wysokoprężnych, wodzikowych, o obiegu dwusuwowym, z przepłukaniem wzdłużnym i wtryskiem bezpośrednim i rzędowym układzie cylindrów.

## Geneza
Wady napędu parowego (niska sprawność silnika parowego tłokowego, problemy z nawrotnością i wysokie obroty pracy turbiny parowej, a co za tym idzie potrzeba stosowania ciężkich i drogich przekładni zębatych) sprawiły, iż w połowie lat 50. XX wieku w Centralnym Biurze Konstrukcyjnym Silników Spalinowych (CBKSS) pod kierunkiem inż. Zygmunta Okołowa zrodziła się koncepcja skonstruowania silnika spalinowego niemającego wspomnianych wad. W 1956 roku zapadła decyzja o wykonaniu prototypu w Zakładach HCP w Poznaniu.

## Ogólne założenia konstrukcyjne
Aby zmniejszyć koszty i zredukować masę napędu zdecydowano się na wolnoobrotowy silnik wodzikowy z bezpośrednim napędem śruby okrętowej (bez udziału przekładni), nawrotny (posiadający możliwość pracy w obu kierunkach), zaworowy (3 zawory wydechowe na cylinder), w układzie OHV, z przepłukaniem wzdłużnym, o średnicy cylindra 55 cm i o dwusuwowym obiegu pracy (stąd nazwa "D55"). Ze względu na rozmiary silnika i uzyskiwane moce przyjęto pneumatyczny rozruch silnika sprężonym powietrzem. Przepłukanie wzdłużne cylindra sprężonym powietrzem uzyskiwano z kolektora dolotowego przy udziale tłokowych pomp wyporowych (tylko prototyp "3D55") i turbosprężarek (silniki seryjne). Nawrotność uzyskano poprzez dwa oddzielne wały rozrządu, przesuwne napędem hydraulicznym.

## Wersje rozwojowe
Silnik był produkowany seryjnie w Zakładach HCP w Poznaniu.
Doświadczenia zbierano w oparciu o wersję "3D55", która powstała w dwóch wariantach: z doładowaniem pompami tłokowymi (o wydatku 1,4 pojemności skokowej silnika) i turbosprężarką. Wersje produkcyjne "7D55" i "9D55" były wyposażone wyłącznie w turbosprężarki. Wersje różniły się też skokiem tłoka celem zachowania zbliżonej mocy przy innej liczbie cylindrów. Istniał niezrealizowany projekt wersji 6-cylindrowej. Przyjęty dwusuwowy obieg silnika dawał możliwość modelowania liczby cylindrów bez ryzyka braku zrównoważenia pracy. Wersja "7D55" z powodu mniejszej ilości cylindrów miała powiększony skok tłoka celem uzyskania zbliżonej mocy jak wersja 9-cylindrowa.
Silnik "9D55" powstał w siedem  lat po pierwszym silniku wodzikowym, ze skuteczniejszym przepłukaniem wzdłużnym i doładowanym turbosprężarkami. W użyciu i produkcji (szczególnie firma Sulzer) stosowała mniej wydajny system przepłukiwania poprzecznego i płukanie cylindrów mechaniczną pompą wyporową – jak prototyp silnika "3D55".
MS Jan Žižka z prototypowym silnikiem "9D55" w pierwszym rejsie wypłynął z Bałtyku do portów Morza Śródziemnego i powrócił bez najmniejszych problemów technicznych.

## Dane techniczne
| Oznaczenie silnika / Parametr | 3D55          | 3D55           | 7D55           | 9D55           |
| ----------------------------- | ------------- | -------------- | -------------- | -------------- |
| Układ cylindrów               | rzędowy       | rzędowy        | rzędowy        | rzędowy        |
| Średnica cylindra (mm)        | 550           | 550            | 550            | 550            |
| Skok tłoka (mm)               | 920           | 920            | 1200           | 1000           |
| Pojemność skokowa             | 655,73 dm³    | 655,73 dm³     | 1 995,70 dm³   | 2 138,25 dm³   |
| Stopień sprężania             | 13            | 12             | 12             | 12             |
| Moc maksymalna                | 1200 KM       | 1500 KM        | 4900 KM        | 5000 KM        |
| Przy obrotach RPM:            | 165           | 165            | 150            | 150            |
| Doładowanie                   | pompa tłokowa | turbosprężarka | turbosprężarka | turbosprężarka |
| Intercooler                   | brak          | jest           | jest           | jest           |
| Pe                            | 5,0 at        | 6,24 at        | 7,37 at        | 7,02 at        |

## Wykonane egzemplarze i zamontowane na statkach...
7D55
Stocznia Szczecińska, typ "B-455", 6000 DWT
- MS Kraków
- MS Łódź
- MS Lublin
- MS Rzeszów
- MS Toruń
- MS Radom
- MS Warszawa
- MS Częstochowa
- MS Gdynia II

Stocznia Szczecińska, typ "B-80", 6000 DWT
- MS Profesor Juszczenko
- MS Profesor Anczikow

9D55
Stocznia Szczecińska, typ "B-55", 5340 DWT
- MS Jan Žižka
- MS Szczawnica